# Базылев, Вячеслав Тимофеевич
Базылев Вячеслав Тимофеевич (15 марта 1919, деревня Путятино Починковского района Смоленской области — 5 января 1989, Москва) — советский математик, специалист в области дифференциальной геометрии. Профессор МГПИ имени В. И. Ленина. Совместно с Л. С. Атанасяном написал известный учебник по геометрии для студентов педагогических вузов. Супруга В. Т. Базылева — О. С. Редозубова.

## Биография
Родился в многодетной крестьянской семье.
В 1941 году окончил Московский городской педагогический институт имени В. П. Потёмкина. Занимался дифференциальной геометрией под научным руководством С. П. Финикова.
В. Т. Базылев — участник Великой Отечественной войны, прошёл путь от курсанта до командира огневого взвода 139-го зенитного артиллерийского полка. Участвовал в боях в Подмосковье и Прибалтике, был награждён медалями «За оборону Москвы», «За боевые заслуги», «За победу над Германией», а впоследствии — орденом Отечественной войны 2 степени.
Преподавал в МГПИ, а позднее — в МОПИ им. Н. К. Крупской. В 1953 году защитил кандидатскую диссертацию в МГПИ.
С октября 1968 года заведовал кафедрой геометрии в МОПИ в должности доцента, а с 1969 года в должности профессора. В 1969 году защитил докторскую диссертацию «Основы теории многомерных сетей».
С 1975 года В. Т. Базылев вернулся в МГПИ, где работал все последующие годы. Поддерживал обширные контакты с математиками Смоленского педагогического института.
В. Т. Базылев принимал участие в работе Всесоюзных геометрических конференций, был членом Бюро Всесоюзного геометрического семинара им. Г. Ф. Лаптева при ВИНИТИ AH СССР, членом Московского математического общества. Работал в реферативном журнале «Математика».
В. Т. Базылев — один из авторов всех программ по геометрии для педагогических институтов, которые издавались с 1970 года. Широко известен учебник Л. С. Атанасяна и В. Т. Базылева «Геометрия», изданный в 1986—1987 годах (в двух частях). Второе, стереотипное издание этого учебника вышло в 2011 году.
За успехи в педагогической деятельности В. Т. Базылев был награждён почётным знаком «Отличник народного просвещения РСФСР», почётным знаком «Отличник просвещения СССР», медалью им. K. Д. Ушинского.
Похоронен на Ваганьковском кладбище.

## Научная деятельность
В. Т. Базылеву принадлежит ряд важных результатов в дифференциальной геометрии. В частности, им и его многочисленными учениками была разработана теория сетей в многомерных пространствах различной природы.

## Монографии и учебные пособия
- Атанасян Л. С., Базылев В. Т. Геометрия. Учебник для педагогических вузов. Часть I. — М.: Просвещение, 1986. — 336 с.; Часть II. — М.: Просвещение, 1987. — 352 с.
- Базылев В. Т. Геометрия дифференцируемых многообразий. — М.: Высшая школа, 1989. — 224 с; переиздание: — М.: Изд-во «Ленанд», 2015. — 224 с. — ISBN 978-5-9710-1227-6
- Сборник задач по геометрии. Под редакцией В. Т. Базылева. 2-е изд. — СПб.: Изд-во «Лань», 2008. — 256 с. — ISBN 978-5-8114-0815-3

## Публикации в научных журналах
- Базылев В. Т. О многомерных сетях и их преобразованиях // Итоги науки и техники. Геометрия. — М.: ВИНИТИ АН СССР, 1963. — С. 138—164.
- Базылев В. Т. О плоских сетях, присоединённых к поверхности Картана // Сибирский матем. журнал. — 1964. — Т. 5. — № 4. — С. 729—738.
- Базылев В. Т. О фундаментальных объектах плоских многомерных сетей // Изв. вузов. Матем., 1967, № 9, 3-15.
- Базылев В. Т., Кузьмин М. К., Столяров А. В. Сети на многообразиях // Итоги науки и техн. Сер. Пробл. геом., 12 (1981), 97-125.